# Mitología mexica

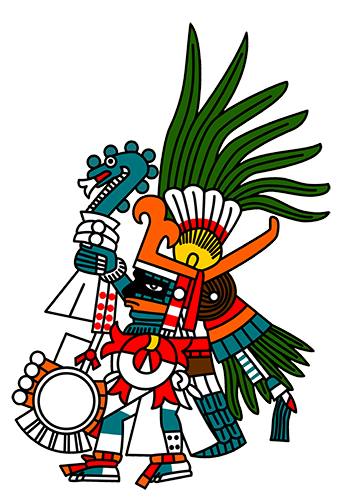
Huitzilopochtli, deidad principal del mito de la creación.

La mitología mexica es un conjunto de mitos y leyendas nahuas tradicionales del pueblo mexica o azteca. La realidad de la creación nahua es una extensión y complejo cultural desde antes de la llegada de los mexicas al Valle de México. Al asimilarse, éstos cambiaron sus propios dioses, intentando colocarlos al mismo nivel de los antiguos dioses del panteón.
Existe un culto dominante sobre los demás dioses aztecas: el de su dios del Sol y de la guerra, Huitzilopochtli. Los aztecas se consideraban como el pueblo elegido por el Sol, encargados de garantizar su recorrido por el cielo, alimentándolo. Este sentimiento fue reforzado por la reforma social y religiosa de Tlacaélel bajo el reino de los emperadores Itzcóatl, Moctezuma I y Axayácatl a mitad del siglo XV.
El mito de la creación del mundo de los aztecas expande esta idea. Las religiones prehispánicas se formaron a través de una lenta evolución y asimilación de los dioses prehispánicos, no tanto como seres de poder ilimitado, sino muchas veces como encarnaciones de las fuerzas de la naturaleza con personalidad humana.
Los tlahmatinimeh (sabios nahuas) trataron de dar un poco de orden a esta multitud de dioses, así tenemos en primer lugar a los dioses creadores, o Ipalnemowani, palabra nahua que significa "aquel por quien se vive" y, dado que en náhuatl no existía el plural más que para sustantivos animados, se ha especulado mucho sobre una posible tendencia monoteísta de los aztecas. Aunque esta interpretación puede estar originada por la influencia monoteísta occidental al no valorar la importancia en la cultura nahuatl del concepto de dualidad creadora.
Los dioses creadores eran en primer lugar, Ometéotl (ōme ‘dos’; teotl ‘dios’) el principio de la dualidad creadora que a su vez engendraba en sí mismo como origen y efecto a Ometecuhtli (ōme ‘dos’; teuctli ‘señor’), elemento masculino de origen, y Omecihuatl (ōme ‘dos’; cihuatl: ‘señora’), elemento femenino de origen. A partir de ellos surgían cuatro elementos rectores principales: Tezcatlipoca (señor del espejo negro) y Quetzalcóatl (serpiente emplumada), creadores del mundo, Tláloc (señor del agua) y Ehécatl (señor del viento) proveedores de la lluvia y de la vida; otro nombre que se le daba a estos dioses es Moyocoyani Tloque Nahuaque ("El inventor de sí mismo" o "El señor de lo cerca y lo junto"). La mayor parte de la poesía náhuatl que sobrevive usa estos nombres para referirse a los dioses creadores.
Después estarían los dioses patronos, que eran los encargados de vigilar a cada pueblo. Según una antigua leyenda, cuando los grupos nahuas (las tribus nahuatlacas) salieron de Aztlán, cada una de ellas llevaba consigo su "bulto sagrado", que contenía las reliquias de su dios patrono. Huitzilopochtli era el dios patrono de los mexicas, pero ellos también respetaban los dioses de los otros pueblos. Junto al Templo Mayor, construyeron un templo especial para los dioses patronos de todos los pueblos conquistados, de manera análoga al Panteón de los romanos.
Existían así mismo, dioses dedicados a cada profesión y aspecto de la vida. Xipe Tótec, dios del reverdecimiento fue adoptado como el dios de los plateros, Nanahuatzin, de las enfermedades de la piel y la humildad, Tlazoltéotl, diosa del amor físico y de las prostitutas, etc. También existían algunos dioses de origen familiar, pero se sabe poco de ellos. La mayoría de estos dioses son anteriores a los aztecas y son compartidos por los demás pueblos nahua, u otros de las cercanías.

## El mito de los cinco soles
Los aztecas tenían la creencia en que otros mundos existían antes del suyo. Según ellos hubo cuatro mundos antes o soles como ellos los llamaban, cada uno regido por un dios específico, una raza humana única y devastada por un fenómeno natural diferente. Cada uno de estos soles estaba ligado con los elementos básicos: Tierra, agua, aire y fuego. Cada uno de estos estaba relacionado no solo con la naturaleza y su composición sino también con su destrucción.
Hay varias versiones de este mito ya que la información no es completa y el orden suele cambiar. Esta versión está basada en la Historia de los mexicanos por sus pinturas donde el orden de los soles es el primer sol, el segundo sol, el tercer sol, el cuarto sol y el quinto sol.

### Origen del mundo
Después de las devastaciones de los  cuatro soles Quetzalcóatl y Tezcatlipoca son reconocidos por la recreación de la tierra y el cielo, no como enemigos sino como aliados. Según el mito azteca de la creación, Quetzalcóatl y Tezcatlipoca crean el cielo y la tierra desmembrando al monstruo de la tierra Tlaltecuhtli, que quiere decir "señor de la tierra", a pesar de que en los textos se puede encontrar una descripción femenina de este monstruo. Se dice que Tlaltecuhtli se combinaba con otro monstruo, el gran caimán que con su espalda de cocodrilo dio forma a las montañas del mundo. Este mito fue esparcido por todo México, por lo que llegó a la cultura maya de Yucatán.
Una de las versiones de este mito dice que Quetzalcóatl y Tezcatlipoca descendieron del cielo para observar a Tlaltecuhtli, al hacerlo vieron que su deseo por la carne fresca era tan grande que no solo poseía unas fauces llenas de filosos dientes, sino que también poseía dentaduras rechinantes en sus hombros, rodillas y otras articulaciones. Al ver esto los dioses concordaron en que la creación no podía ser completada mientras el monstruo estuviera de por medio. Entonces para crear la Tierra Quetzalcóatl y Tezcatlipoca se transformaron en grandes serpientes. Una de ellas tomó la mano izquierda y el pie derecho de Tlaltecuhtli, mientras que el otro la tomó por su mano derecha y su pie izquierdo y entre los dos desmembraron al monstruo. La parte superior del monstruo creó la tierra mientras que la parte inferior fue el cielo.
Este violento acto de desmembramiento al monstruo hizo enojar a los demás dioses por lo que decidieron que para consolar la tierra, todas las plantas que necesitará el hombre para vivir crecerían de ella, de sus cabellos crecieron los árboles, flores y hierbas y de su piel saldría pasto y pequeñas flores; sus ojos serían la fuente de los riachuelos, lagunas y pequeñas cuevas; su boca los grandes ríos y cavernas y su nariz sería la cresta de las montañas y valles. La leyenda dice que se podía escuchar el grito del monstruo en las noches sediento de sangre y por los corazones de la gente y esto solo podía ser calmado mediante los sacrificios ofreciendo la carne y la sangre para calmar a Tlaltecuhtli y que siguiera dando los frutos necesarios para que la vida humana continuara.

### Primer sol: Tezcatlipoca
Tezcatlipoca fue el primer sol en alumbrar el mundo y los otros dioses crearon a los gigantes, hombres muy fuertes, que comían bellotas de encinas. Tezcatlipoca fue el sol durante 676 años. Cuando Tezcatlipoca dejó de ser sol, todos los gigantes fueron comidos por jaguares y no quedó ninguno. Tezcatlipoca dejó de ser sol porque Quetzalcóatl lo golpeó con un gran bastón y lo tiró al agua, de donde salió convertido en jaguar a comer a los gigantes. Este mundo desapareció por temblores y el hombre fue devorado por jaguares.

### Segundo sol: Quetzalcóatl
Quetzalcóatl fue el sol de la segunda edad, habitada por hombres-mono, que se alimentaban de piñones. Quetzalcóatl fue el sol durante 675 años, hasta que Tezcatlipoca lo derribó y levantó un fuerte viento que se llevó a Quetzalcóatl y los hombres-mono.

### Tercer sol: Tláloc
Tlalocatecutli, conocido como Tláloc "el que hace brotar", dios de la lluvia y del rayo fue el sol y duró 364 años. Durante esta edad los hombres-mono comían acicintli es lo que hoy conocemos como teocintle "simiente como de trigo que nace en el agua". Pero Quetzalcóatl hizo llover fuego del cielo, quitó a Tláloc y fue sustituido por su mujer Chalchiuhtlicue.

### Cuarto sol: Chalchiuhtlicue
Chalchiuhtlicue duró 312 años alumbrando a los hombre-pez, que en ese tiempo comían cincocopi, simiente como maíz. El último año que fue sol Chalchiuhtlicue llovió de tal manera que se cayeron los cielos y los hombre-pez fueron llevados por las aguas y se convirtieron en todos los géneros de peces que hay.

### Quinto sol: Tonatiuh

#### Creación del hombre
Los dioses decidieron que ya que había un nuevo mundo era necesaria la recreación del hombre para poblar la Tierra. Según el mito, Quetzalcóatl debía ir al inframundo a recuperar los huesos humanos de la última era, es decir, la raza que fue convertida en pez por la inundación.
El inframundo era un lugar peligroso conocido como Mictlán, gobernado por Mictlantecuhtli, señor del inframundo. El siguiente verso es la versión de Histoyre du mechique y de la Leyenda de los Soles. Una vez ahí Quetzalcóatl le pidió a Mictlantecuhtli y a su esposa, Mictecacíhuatl, la señora del inframundo los huesos de los ancestros: 

… y entonces Quetzalcóatl fue a Mictlán. Se acercó a Mictlantecuhtli; y le dijo: "He venido por los huesos, los huesos preciosos, los huesos de jade", decía Quetzalcóatl. "¿Puedo con ellos poblar la tierra?" y Mictlantecuhtli le respondió: "Puedes quitarme lo que guardo con tanto cuidado con una condición - que desfilen cuatro veces alrededor de mi trono al soplar con esta concha”. De mala gana el Señor de Mictlán, daba su consentimiento. Le entregaba a Quetzalcóatl una concha de caracol que no tenía agujeros para los dedos. Pero los gusanos aburridos creaban los agujeros y las abejas volaban en su interior para hacer el sonido. Quetzalcóatl tenía que actuar con rapidez para tomar los huesos. El Señor de Mictlán, finalmente dio la orden para que los huesos se recuperan, pero Quetzalcóatl pensaba que se trataba de un truco. En consecuencia, Quetzalcóatl comenzó a correr. Entonces el señor de Mictlán ordenó que un pozo se excavara en el camino del dios que huía, cayendo en él. Quetzalcóatl revive eventualmente, pero los huesos están rotos, y de ahí que haya seres humanos en todos los tamaños.

Una vez más allá de la tierra muerta, junto con otros dioses, les roció con su propia sangre, restaurando la vida. Así, la humanidad ha nacido de la penitencia de los dioses.
Y este regalo tuvo que ser cancelado en la sangre del sacrificio. “¿Qué otra cosa podría ser, motivado a los antiguos, desde la muerte precedido a su reaparición, la muerte debe ser la causa de la Vida?”

#### El nacimiento de Tonatiuh
Se dice que el nacimiento del quinto sol tuvo lugar en Teotihuacán, considerado el lugar donde el tiempo comienza. Después de la creación de la tierra, el hombre, su comida y sus bebidas, los dioses se reunieron en la obscuridad en Teotihuacán para decidir quién sería el nuevo sol:

Se dice que cuando todo estaba en oscuridad, cuando no había sol que iluminara el amanecer ni el atardecer, los dioses convocaron una reunión entre ellos en Teotihuacán. Ahí preguntaron: ¡Dioses, vengan aquí!, ¿quién ha de llevar la carga?, ¿quién tomará sobre sí mismo el peso de ser el sol y traer el amanecer?

Un dios arrogante llamado Tecuciztecatl se ofreció a ser voluntario rápidamente, pero los dioses decidieron elegir a un dios humilde de nombre Nanahuatzin (dios que partió la roca del sustento para conseguir el maíz) como segundo contendiente. Como todo un guerrero, acepta su deber y deuda a los otros dioses. Dos pirámides fueron alzadas para Tecuciztecatl y Nanahuatzin para ayunar y hacer penitencia, mientras se preparaba la pira sacrificial. Es lo que hoy conocemos como las pirámides del sol y de la luna.
La ofrenda que hizo Tecuciztecatl fue hecha de los más finos materiales. En vez de ramas de abeto llevaba plumas de quetzal, y bolas de oro en lugar de manojos de hierba atados. En lugar de las espinas de maguey con su sangre ofreció punzones de jade con punta de coral rojo, así como su incienso fue uno de los más finos y raros que había.
En cambio, los materiales de la ofrenda de Nanahuatzin fueron de poco valor; para sus ramas de abeto y sus manojos de hierbas usó haces de caña. Ofreció las espinas de maguey con su sangre, así como para el incienso quemó sus propias costras.
A medianoche, después de cuatro días de penitencia, los dioses prepararon a Tecuciztecatl con grandes adornos mientras que Nanahuatzin vistió con simples vestimentas de papel. Entonces en los dioses formaron un círculo alrededor de la pira sacrificial que había estado ardiendo durante cuatro días. El primero en ser nombrado fue Tecuciztecatl, sin embargo, al intentar saltar al fuego, el miedo lo paralizó. Esto sucedió tres veces hasta que los dioses decidieron llamar a Nanahuatzin, quien se echó al fuego sin dudarlo. Fue entonces que Tecuciztécatl, al ver el valor de Nanahuatzin, decidió aventarse, así como también se sacrificaron el águila y el jaguar.
Es por eso que las puntas de las plumas del águila son blancas y la piel del jaguar está manchada con las quemaduras del fuego. Después de la muerte de Nanahuatzin y Tecuciztécatl los dioses esperaron que alguno apareciera en el cielo, cuando de repente el cielo se empezó a llenar de luz. Los dioses empezaron a buscar el lugar por donde saldría Nanahuatzin y algunos supieron que saldría por el este surgiendo como Tonatiuh, el quinto sol

## Historia de la creación según los antiguos mexicas

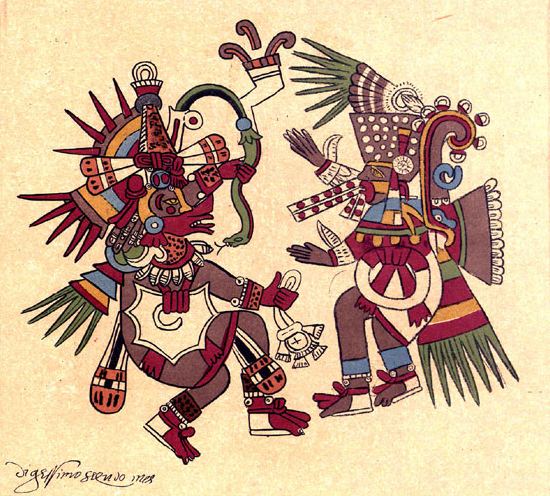
Quetzalcóatl y Tezcatlipoca

En el relato de la cosmogonía náhuatl, la creación del universo, se menciona que en un principio solo existía un cielo, que llamaron el décimo tercero, en el que vivía una pareja divina, Ometecuhtli y Omecíhuatl, que procreó cuatro hijos, el primogénito fue Tlatlauhqui-tezcatlipoca (Tezcatlipoca Rojo), adorado particularmente por los tlaxcaltecas y huejotzincas bajo el nombre de Camaxtli, pero asimilado por los mexicas como Xipe Tótec, "Nuestro Señor El Desollado"; el segundo hijo fue Yayauhqui-tezcatlipoca (Tezcatlipoca Negro); el tercero fue Iztauhqui-tezcatlipoca (Tezcatlipoca Blanco), asimilado por los mexicas como Quetzalcóatl; el cuatro fue Xoxoauhqui-tezcatlipoca (Tezcatlipoca Azul), asimilado por los mexicas como Huitzilopochtli. 
Estos cuatro dioses, después de 600 años de inactividad, se reunieron y conferenciaron acerca de lo que debían ordenar y de las leyes que debían imponer a lo que creasen, y puestos de acuerdo, comisionaron a Quetzalcóatl y Huitzilopochtli la responsabilidad de crear al Medio Sol, que alumbraba poco por no ser entero. 
Los númenes mexicas se transforman, multiplican su personalidad para poder cumplir con todas sus acciones divinas, de esta manera una deidad puede ser benévola o malévola, ser la madre de su propia abuela, destruir lo que ha procreado, ser dinámica y estática, omnipresente, ubicua, ambivalente, polifacética, y por lo tanto tener tantos nombres como acciones realice, y tantas características como su naturaleza lo requiera.
Los nahuas tenían varios mitos de la creación, resultado de la integración de distintas culturas. En uno de ellos, Tezcatlipoca y Quetzalcóatl se dan cuenta de que los dioses se sentían vacíos y necesitaban compañía. Por ello necesitaban crear la tierra. Existía solo un inmenso mar, donde vivía Tlaltecuhtli, el monstruo de la tierra. Para atraerlo, Tezcatlipoca ofreció su pie como carnada y el monstruo salió y se lo comió. Antes de que pudiera sumergirse, los dos dioses lo tomaron y lo estiraron para dar a la tierra su forma. Sus ojos se convirtieron en lagunas, sus lágrimas en ríos, sus orificios en cuevas. Después de ello, los dioses le dieron el don de la vegetación para confortar su dolor. Y posteriormente se dio a la tarea de crear a los primeros hombres.
Aun así, los dos astros siguen inertes en el cielo y es indispensable alimentarlos para que se muevan. Entonces otros dioses deciden sacrificarse y dar el "agua preciosa" que es necesaria para crear la sangre. Por lo tanto, se obliga a los hombres a recrear eternamente el sacrificio divino original.

## Panteón nahua antiguo

### Dioses Supremos
Pareja de dioses cuya conjunción es conocida como Ometeotl. Son tenidos como los primeros seres que habitaron antes de la creación. Deidades carentes de origen y principio. Su existencia no data de los albores del tiempo, ya que éste no existía cuando ya ellos eran antiquísimos; a tal grado que de no ser inmortales, habrían muerto ya ancianos multitud de veces. Son iguales en esencia; en grandeza; y en espiritualidad; en poder; ubicuidad e invisibilidad.
- Omecihuatl: ("De los dos, la mujer"). Diosa de las estrellas, la fertilidad y la vivificación. También fue adorada bajo las advocaciones de Citlallicue, Toci y Tonacacihuatl.
- Ometecuhtli: ("De los dos, el hombre"). Dios de los placeres, las alegrías, la amabilidad, la docilidad y la pereza. También adorado bajo las advocaciones de Citlalatonac, Tonacatecuhtli, Techalotl, Tloqueh Nahuaqueh y Huehuecoyotl.

#### Dioses Creadores
- Huitzilopochtli: ("Colibrí zurdo"). Dios de la guerra, la esclavitud y del amanecer. También adorado bajo las advocaciones de Inaquizcoatl, Omiteotl y Tetzauhteotl. Quetzalcoatl

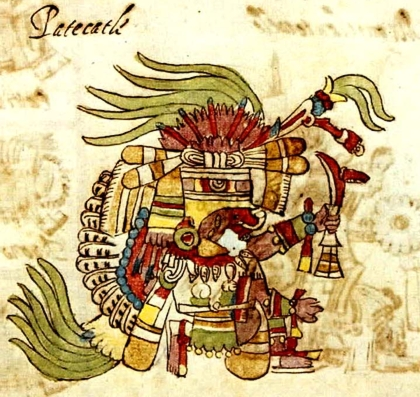
Quetzalcoatl

- Quetzalcóatl: ("Serpiente preciosa"). Dios del viento del día, la sabiduría y del atardecer. También fue adorado con los epítetos de Ceacatzin, Pantecatl y Ehecatecuhtli.
- Tezcatlipoca: ("Su espejo humea"). Dios del viento nocturno, la tentación y la destrucción. También adorado bajo las advocaciones de Neccocyaotl, Nezahualpilli y Tlacatecolotl.
- Xipe Tótec: ("Nuestro señor el desollado"). Dios de la cacería, la esperanza y la victoria. También fue adorado con los epítetos de Camaxtli, Mixcoatl y Yoccipa.

#### Dioses Mayores

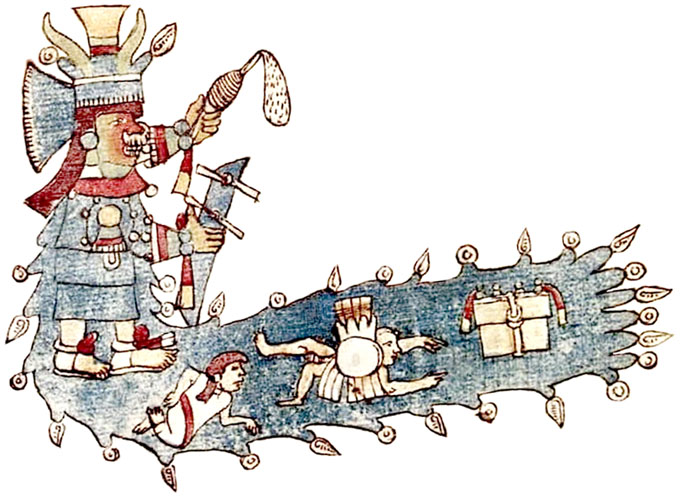
Chalchitlicue

- Chalchitlicue: "Vestida con Enagua de Jade". Diosa del mar, los ríos, los huracanes, la sal y los lagos. También adorada bajo los epítetos de Ayopechtli, Huixtocihuatl y Matlalcueye.Chantico

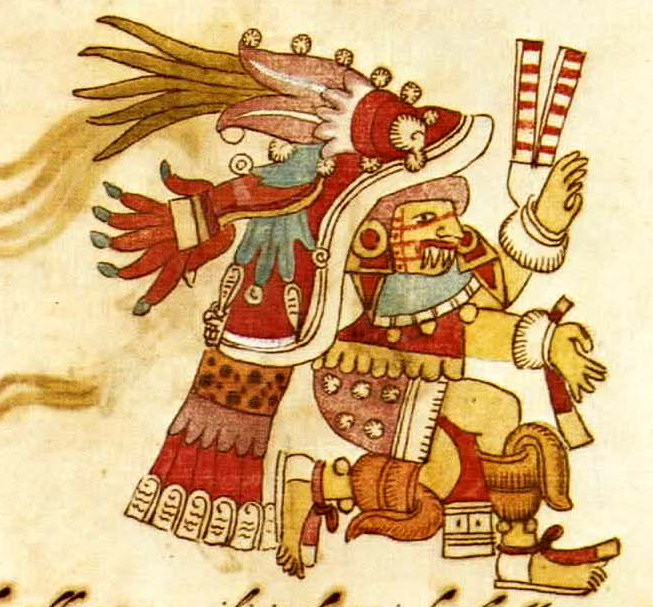
Chantico

- Chantico: “Moradora del fogón”. Diosa del matrimonio; de los sentimientos y protectora del hogar. Fue decapitada por Ometecuhtli por no ayunar durante la celebración del fuego nuevo. Por lo que procedió a recoger una cabeza de perro para suplir su acefalia.Cinteopilli

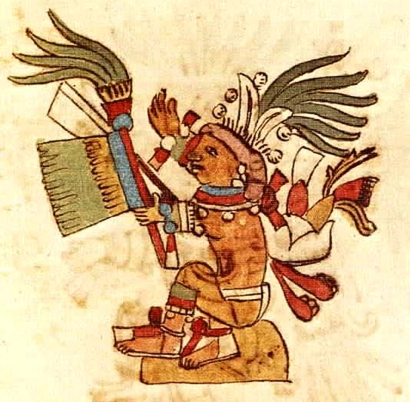
Cinteopilli

- Cinteopilli: ("Príncipe del maíz"). Dios del maíz. Fue adorado con los epítetos de Centeotl, Tlamacaztzin y Tlazopilli.
- Coyolxauhqui: “Vestida con Cascabeles”. Diosa de la venganza, la retribución y la justicia punitiva. Fue decapitada por Paynalton y su cabeza arrojada al cielo por Huitzilopochtli por tratar de asesinar a la semidiosa Coatlicue.
- Huixtocihuatl: “Señora de Huixtotlan”. Diosa del mar y de los productos que se extraen de este; peces, crustáceos, sales y conchas de mar. Era la causante de los Huracanes. Patrona de los navegantes y protectora de las embarcaciones.
- Ilamacihuatl: ("Mujer vieja). Diosa de la agricultura y la elaboración de alimentos. Fue conocida con los nombres de Apizteotl, Chicomecoatl y Xilonen.Itzpapalótl.

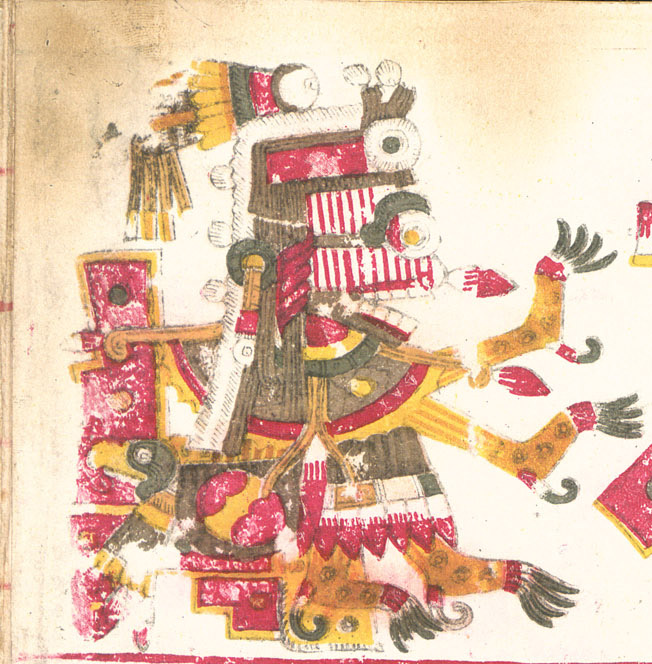
Itzpapalótl.

- Itztlacoliuhqui: ("Obsidiana retorcida"). Dios de la justicia, la ceguera y el cástigo. También adorado con los epítetos de Tlahuizcalapantecuhtli, Citli e Ixquimilli.
- Mictecacíhuatl: "La que Habita Entre los Muertos". Diosa de la muerte y regidora del mundo de los muertos.
- Nanahuatzin: “El Leproso Sagrado”. Dios de la humildad, sencillez y moderación. Fue tenido como el héroe solar nacido del dios Quetzalcoatl sin intervención de mujer. De acuerdo con el mito se inmolo en las llamas de la hoguera Teotezcalli en los albores de la quinta era en la ciudad de Teotihuacán convirtiéndose en el nuevo dios del sol.
- Otontecuhtli: ( flechador de aves"). Dios del tiempo, la m iones de Huehueteotl, Teocoltzin y Xiuhtecuhtli.
- Paynalton: ("El corredor veloz"). Dios de la furia, el atletismo y las emboscadas. También conocido bajo las advocaciones de Painal, Tochancalqui y Teteotl.
- Tecciztecatl: ("Caracol marino"). Diosa de la luna. También adorada bajo la advocación de Metztli.Tepeyollotl

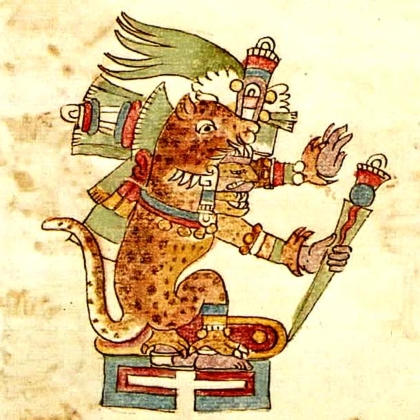
Tepeyollotl

- Temazcalteci: ("La abogada del temazcal"). Diosa de la medicina, los baños del vapor y el parto.
- Tepeyóllotl: ("Corazón de la montaña"). Dios de los ecos, terremotos y cavernas. También fue adorado bajo la advocación de Tlacaocelotl.
- Tlacotzontli: Diosa protectora de los viajeros.
- Tláloctecuhtli: ("Señor del lícor de la tierra"). Dios de la lluvia y la vegetación silvestre.También adorado bajo los nombres de Atetein, Chalchiuhtlatonac y Nahualpilli.
- Tlazoltéotl: ("Diosa de la inmundicia"). Diosa de la lujuria, las depravaciones sexuales y la purificación y el perdón. También conocida como Tlaelcuani.
- Xochipilli: ("Príncipe flor"). Dios del amor, la locura, la creatividad y las artes; escritura, cantos, pintura, danzas y escultura. Fue adorado bajo los epítetos de Chicomexochitl, Macuilxochitl y Quetzalcocoxtli.Xochiquétzal

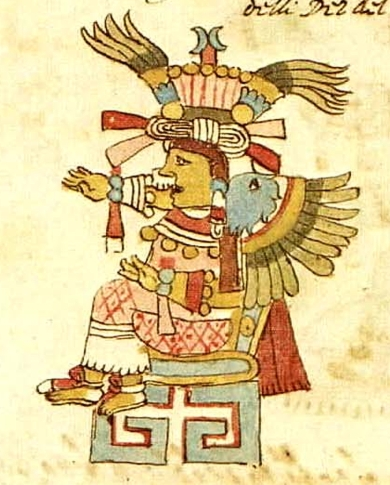
Xochiquétzal

- Xochiquétzal: ("Flor preciosa"). Diosa de la belleza, las flores y las madres jóvenes. También conocida como Ixnextli e Ichpuchtli.
- Xólotl: ("El que se presenta desdoblado"). Dios del fuego, el rayo y los gemelos. También conocido bajo los epítetos de Axolotl, Mexolotl y Xolopilli.

#### Dioses Menores
- Coatlicue: La de la Falda de Serpientes, madre de Coyolxauhqui, los Centzon Huitznahua, y Huitzilopochtli. Dios de la tierra.
- Tzítzmitl: anciana diosa abuela.
- Cihuacóatl: primera mujer en dar a luz, considerada por ello protectora de los partos.
- Cochimetl (también Coccochímetl): dios del comercio, el regateo, el trueque y los comerciantes.

- Oxomoco: Diosa de la astrología y el calendario (Primera Mujer semidiosa). Deificada como la personificación de la noche.
- Cipactónal: Dios de la astrología y el calendario (Primer Hombre semidiós). Deificado como la personificación del día.
- Centzon Mimixcoa: (Cuatrocientas serpientes-nubes) Los 400 dioses de las estrellas del norte, representados como hombres con cabeza de serpiente, o como enormes serpientes que surcan los cielos. Hijos de la diosa Coatlicue.
- Centzon Huitznahua: 400 Dioses aztecas de las estrellas del Sur. Son los hermanos rebeldes de Huitzilopochtli e hijos de Coatlicue.
- Centzon Totochtin (cuatrocientos conejos): 400 Dioses del pulque y de los estados de embriaguez, "inmorales" y ebrios. Salvajes y muy violentos. Hijos de la diosa del maguey, Mayáhuel. De entre ellos se mencionan los siguientes:
  - Acolhua (en náhuatl: acolhua, ‘el que tiene hombros’‘'acolli, hombro; hua, que tiene’)?
  - Colhuantzíncatl (en náhuatl: colhuantzincatl, ‘morador de colhuacán’‘colhuacantzinco, colhuacan; tecatl, morador de, habitante de, persona de’)?
  - Cuatlapanqui (en náhuatl: quatlapanqui, ‘el abrecabezas’‘cuaitl, cabeza; tlapanqui, tlapana; tlapana, romper’)?
  - Chimalpanécatl (en náhuatl: chimalpanecatl, ‘morador de chimalpán’‘chimalpan, chimalpán; tecatl, morador de, habitante de, persona de’)?
  - Izquitécatl (en náhuatl: izquitecatl, ‘morador de izquitlán’‘izquitlan, izquitlán; tecatl, morador de, habitante de, persona de’)?
  - Ometochtli (en náhuatl: ometochtli, ‘dos conejo’‘ome, dos; tochtli, conejo’)?
  - Papáztac (en náhuatl: papaztac, ‘el enervado’‘papaztac, panchtli; pachtli, enervar’)?
  - Teatlahuiani (en náhuatl: teatlahuiani, ‘el ahogador’‘te, alguno; atlahuiani, ahogar’)?
  - Tepoztécatl (en náhuatl: tepoztecatl, ‘morador de tepoztlán’‘tecatl, morador de, habitante de, persona de’)?
  - Tequechmecaniani (en náhuatl: tequechmecaniani, ‘el que cuelga’‘te, alguno; quechtli, cuello; mecatl, mecate; mecaniani, el que cuelga’)?
  - Tezcatzóncatl (en náhuatl: tezcatzoncatl, ‘cabellos de espejo’‘tezcatl, espejo; zontli, cabellos’)?
  - Tlaltecayohua (en náhuatl: tlaltecayohua, ‘tierra que cae’‘tlalli, tierra; tecayohua, que cae, rodar’)?
  - Tlilhua (en náhuatl: tlilhua, ‘el que tiene tinta negra’‘tlilli, tinta negra; hua, que tiene’)?
  - Tomiyauh (en náhuatl: tomiyauh, ‘nuestro trigo de maíz’‘to, nuestro; miahuatl, trigo de maíz’)?
  - Toltécatl (en náhuatl: toltecatl, ‘morador de toltitlán’‘toltli, toltitlán; tecatl, morador de, habitante de, persona de’)?
  - Yauhtécatl (en náhuatl: yauhtecatl, ‘morador de yauhtlán’‘yauht, yauhtlán; tecatl, morador de, habitante de, persona de’)?
- Malinalxóchitl: hechicera y diosa de las serpientes, escorpiones e insectos del desierto.
- Nauhtzonteteo Grupo de 1600 dioses que surgieron de un enorme pedernal ubicado en el Chicomóztoc de Aztlán, para ayudar a los tezcatlipocas. Hijos de la diosa primordial Omecihuatl.
- Teoyaomqui: ("Guerreros muertos divinos"). Grupo de semidioses compuesto por alrededor de 400 hombres y cinco mujeres representados como guerreros de rostros descarnados y cabellos enmarañados; que brotaron de la tierra justo después del gran diluvio; cuando el dios Tezcatlipoca golpeó una peña con su bastón. Después del nacimiento del quinto sol, empezaron la guerra con los primeros hombres por alrededor de cuatro años; tras los cuales todos fueron muertos y sus almas ascendidas al tercer cielo. De las cinco mujeres, se dice que fueron cremadas y las cenizas dejadas en bultos para su adoración; 1192 años después de su fallecimiento; las mujeres resucitan como diosas completas.
- Tlacateteo: ("Dioses que fueron hombres"). Dioses de los excesos y placeres.
- Tlaloque: Los 4 hijos del dios del rayo Tláloc y la diosa del mar, Chalchiutlicue. Encargador de ayudar a su padre en las labores del Tlalocan.
  - Acalometochtli
  - Amimitl
  - Atlahua
  - Opochtli

## Criaturas sobrenaturales
ADVERTENCIA: Algunas de las criaturas descritas a continuación (como los hombres árbol y las ranas monstruosas) provienen de la fantasía moderna y no de fuentes históricas.
- Acihuatlameh: "Mujeres del Agua". Entidades ginecoformes con la parte inferior de pez tenidas como protectoras del mar, ríos y otros cuerpos de agua. Se encontraban relacionadas con la diosa Apancihuatl; quien era su líder, y con Tezcatlipoca. En los mitos se dice que algunas Acihuatlameh ayudaron al dios Ehecatecuhtli a cruzar el mar para llegar a la casa del sol y traer la música a los hombres.
- Ahuaque: Diocecillos de la lluvia y el viento con forma de niños. Asistentes de los Tlaloqueh. Se cree que habitan el Tlalocan (véase).
- Ahuízotl: Monstruo con forma de perro; manos de mono; larga cola que terminaba en una mano con la que ahogaba a los incautos. Habitante de ríos y lagunas. Estaba al servicio de Tláloc, por lo que la víctima solo podía ser tocada por los sacerdotes luego de haber sido sacada del agua. Era símbolo de mala suerte y desgracia. En ocasiones el Ahuizotl lloraba como un niño atrayendo a quien se atreviese a ver de dónde procedía el sonido.
- Amoxoaque: Raza mítica de hombres y mujeres árbol; que solían habitar en los bosques como guardianes de los mismos; seres naturales que tenían la capacidad de convertir en árbol a todo aquel que haya destruido algún árbol.
- Atlanteotl Un ser gigantesco que cargaba sobre sus hombros las aguas primordiales sobre la cual el monstruo marino Cipactli nadaba. No existe el nombre de Atlanteotl para ese dios con forma semejante a Schu o Atlas. Es un mero invento. Alguien unió Atlan (que es un locativo que se traduce como "en el agua") con teotl 'dios', para así formar Atlanteotl como "Dios del Agua", aunque en realidad se traduciría como "Dios o divinidad en el Agua". El inventor de ello fue André Bonnet en su libro 'L'a divination chez les Aztlantes, Adyar-París, 1950.
- Cachinipas:  "Malos Espíritus de Polvo Retorcido". Clase de espíritus malignos de los vientos generalmente representados como remolinos de polvo; su influencia es nefasta para los enfermos, viejos y padres de familia. Para contrarrestar y evitar los males que provocan, se debe sacrificar al hijo menor.
- Centlapachton: Yohualtetzahuitl representada como el espíritu del fantasma de una niña que emerge del inframundo para aparecerse en la tierra por la noche; en los baños o lugares destinados a la defecación. Con cabellos largos y negros; y caminando a la manera de los patos. Se sabe que su presencia augura muerte.[5]
- Cihuapipiltin o “Cihuateteo”, seres cadavéricos aberrantes de las mujeres que murieron al parir y que no cumplieron sus años de servicio al dios Sol Tonatiuh, y que regresaban a la tierra a robar niños y a causar transgresiones sexuales, y si eran vistas por algún adulto, estas le auguraban su muerte.
- Cipactli: Monstruo marino primordial; poseedor de 18 bocas; una en cada unión de su cuerpo; voraz y colérica, fue tenida por la personificación del caos antes de la intervención de los dioses; asesinada por Tezcatlipoca y Quetzalcoatl.
- Civatateo: almas de las mujeres muertas al dar a luz que guían al sol poniente en los cielos del Oeste. También acompañan a los guerreros al cielo.
- Cueyatl: Monstruos marinos que nacieron de la sangre y el odio de Cipactli hacia el humano, ya que, ella los culpaba por su mal estado. Eran monstruosas ranas con sangre y aliento venenoso que también era capaces de transformarse en una rana normal.
- Honchi: Raza de gigantes del inframundo. De ellos se dice que existen tanto machos como hembras, y estas últimas se caracterizan por sus gigantescos senos. Son todos de un enorme tamaño, peludos "de una sola pieza", tienen los pies para atrás, y gustan de comer carne humana. Su aspecto es horrible porque tienen pelo por todo el cuerpo, largo y ensortijado en la cabeza. Son poseedores de grandes colmillos y muestran evidentes dificultades para caminar.
- Huehueytin: Dícese de cuatro gigantes formados por los dioses Tezcatlipoca y Quetzalcóatl; para levantar los trece cielos que se cayeron después del Diluvio Universal.
  - Cuauhtémoc (“el águila que desciende”)
  - Itzcóatl (“la serpiente de obsidiana”)
  - Itzcalli o Itzmaliyatl (“el diestro”)
  - Tenexuche (“el descolorido”)
- Hueytlacome: Gigantes que se consideraba que eran tan viejos que ya existían cuando se cimentó el Segundo Sol. Según los Anales de Cuauhtitlán, los gigantes fueron creados por los dioses y, dado que no conocían la agricultura, su alimentación consistía en frutas silvestres, raíces y bellotas. En aquellos ayeres, los gigantes se saludaban diciendo “No se caiga usted”, porque el que se caía lo hacía para siempre.
- Ixpuxtecqui: "El de la Cara Despedazada". Alternativamente Ixicuauh. Parte de los dioses menores de la muerte; Miquizteteo. Dios de la mala suerte. Consorte de Nexoxcho. Vivía en el Mictlán y, de acuerdo a la narrativa; con frecuencia dejaba su lugar subterráneo, para ir bajo la falda de la noche estrellada por los caminos y las calles, los puentes y las acequias de las ciudades y los pueblos, con su rostro destruido y su único pie, pues era cojo, saltando a trechos, haciendo un ruido seco con las cuatro enormes uñas de su rojo pie de águila. Era un extraño mensajero de muerte. Pasaba entre la gente sin ser visto, dejando oír solo el rasguido de sus uñas. ¡Ay de aquel que alcanzaba a distinguirlo, a ver una cabeza sin rostro definido, con la mitad superior gris y la inferior perdida en la oscuridad, pues era negra, con el cuerpo normal de hombre y la extremidad emplumada, de ave de rapiña! Ese, si estaba enfermo, sabía al instante que no había de sanar, y si estaba saludable y fuerte, enfermaba de miedo, de superstición, de fiebre sobrenatural, y moría. En vano eran solicitados médicos, tícitl, curanderos, tepatli, y hechiceros, tetlachiuiani; inútilmente se preparaban emplastos y pócimas, se hacía uso de sangrías y aun de trepanaciones; ese desdichado tarde o pronto iba a seguir los pasos de Ixicuauh hasta llegar, después de las nueve tribulaciones de rigor, a las espaldas de Tzontémoc, El que Cae de Cabeza, y ser entregado a la eternidad, al silencio, a las tinieblas y a la soledad, no obstante estar entre millares de sus semejantes.[6]
- Macihuatli: Matlateotl representada como el espíritu del fantasma de una mujer que seduce a trasnochadores, infieles y violentos en la forma de una atractiva mujer; desnuda o semidesnuda, pero con el rostro oculto; bajo un velo que le cubre por completo su descarnado rostro de caballo. Por su parte, entre los nahuas del reino de Cuscatlan, se le suele relacionar con la aparición del fantasma del infante, Tzipitco, ya que se cree que ambos murieron durante el alumbramiento. Homóloga a la Siguanaba de los Mayas. También fue conocida bajo los nombres de Siuateyuga, Cigua, Cihuatlaco y Cegua.[7][8]
- Mazacoatl: Serpiente fantástica, de gran tamaño, poseedora de una cornamenta de venado. Atraía a los hombres transformándose en una atractiva mujer para después llevarlos al inframundo y devorarlos, con las mujeres procedía atrayéndoles sin transformarse para que se subieran a su lomo y hervir sus entrañas al calentar su cuerpo.
- Maxiltiani: en náhuatl: Maxiltialli, ‘sustituto‘. Criatura encargada de castigar a las familias que hacían algo que ofendía a los dioses, normalmente el Maxiltiani jugaba con los niños inocentes ya que solo ellos lo pueden ver en su forma original, en algunas ocasiones los perdía o escondía para tomar su forma y así poder ser visible ante los ojos de todos. Según la leyenda, el primer Maxiltiani se hizo pasar por un dios siendo solo un criatura diseñada para el servicio de los dioses principales, por ello fue castigado por Itzpapálotl y condenado a no ser visible en su forma natural y solo ser visible una vez que robara una apariencia humana. Se dice que su apariencia real es muy espantosa su cuerpo está hecho con huesos internos y una piel muy dura que asemeja a un exoesqueleto, por eso suelen crujir cuando caminan o mueven su cuerpo, no puede durar mucho tiempo con una forma robada por lo que solo lo hacen cuando van a castigar a alguien por algún pecado cometido hacia los dioses.
- Nahual: Un hechicero o una bruja con la habilidad de cambiar de forma.
- Ocelocolotl: Criatura híbrida entre jaguar y alacrán. Un jaguar-guerrero humanoide con cola y tenazas de alacrán.
- Ohuican Chaneque: "Los que habitan en lugares peligrosos". Criaturas asociadas al inframundo; cuya principal actividad es cuidar los montes y los animales silvestres. Se dice que son personas de aproximadamente un metro o metro veinte; tienen los pies al revés, el cuerpo deforme, poseen cola y carecen de la oreja izquierda, otros aseguran que son enanos con rostro de niños, y que adoran las travesuras.[9]
- Oxkokoltzec: Portento gigantesco y deforme con brazos largos y delgados; cuya fuerza era lo suficiente como para destrozar la carne de las personas con tan solo tocarlas.
- Quatezcatl: Portento representado como un ave de hermoso plumaje de colores azul y blanco, también tenía un espejo en la cabeza donde se reflejaría el futuro de cualquiera que lo vea. Por lo general era representado del tamaño de una paloma (Aunque en ocasiones se le ilustraba de un tamaño mayor).
- Tlacacoyotl: Criatura mitad hombre y coyote que vivía en la ciudad de Cuacoyotécatl. Tpo de nahual identificado como los licántropos.
- Tlacamichin: Seres marinos; el término se refiere a las criaturas en las que se convirtieron los gigantes del cuarto sol durante el final de su era.
- Tlacahueyac: Yohualtetzahuitl representado como el espíritu del fantasma de un hombre que adopta la forma de un gigante. A veces, se le podía ver cargando su cabeza entre sus brazos mientras andaba por las calles en la madrugada. Se tomaba por mal augurio su presencia; de pronta desgracia, muerte, guerra o hambruna.
- Tlacahuilotl: Yohualtetzahuitl representado como el espíritu del fantasma de un ave de plumaje negro con cabeza humana que siempre estaba sonriendo posado sobre las ramas de árboles sin hojas. Su aparición es tomada por mal agüero.
- Tlahuepan: Yohualtetzahuitl representado como el espíritu del fantasma de una sombra u hombre que se alarga como una viga. Su aparición fue tomada como un mal augurio.
- Tlacanexquimilli: Yohualtetzahuitl representado como un bulto de cenizas, un muerto amortajado, no tenía puestos los pies ni la cabeza, pues andan rodando por el suelo y emitiendo terribles gemidos que ponían los pelos de punta.
- Tlacatecólotl: “Hombre Búho”, Dentro del folklore de los pueblos nahuas; tipo de Yohualtetzahuitl representado como un hombre alado con cabeza de búho y pies de ave; que presagiaba la muerte con tan solo su presencia, y entre otras cosas también era capaz de maldecir a cualquiera con tan solo verlo.
- Tlacatzinacantli: Demonio o genio del este. Criatura humanoide con rasgos de murciélago que se alimentan de la sangre de los hombres.
- Tlahuelpuchi: Entidades femeninas y masculinas que se alimentan de sangre; que solían moverse a gran velocidad entre las cosechas y pastizales. Seres antropomórficos consagrados a Tezcatlipoca, dios de la oscuridad, puesto que la oscuridad les embargaba a su paso, ya que luego de cansarse en sus vanas pesquisas, cesaban de hacerlas y se dirigían al bosque en forma de vapor que inducía al hombre.
- Tlahuipuchtli: "El Sahumador Luminoso." Clase de portento que andaba de noche por las montañas echando fuego por la boca para espantar a sus enemigos; que morían a consecuencia del susto. Por otro lado, Torquemada lo incluye entre los nahuales, que tenían propiedad de convertirse no solo en animales, sino en fuegos. Por su parte, el autor del Códice Carolino, más racional, no cree en su existencia y estima que tales brujos no eran sino luciérnagas.
- Tlapehuiloni: Fantasmas de mortales que no han podido pasar del primer estrato del Inframundo.
- Tlemoyotl: Mosquitos de fuego que se hacían presentes en los montes.
- Tzitzimime: Demonios estrella de la oscuridad, que atacan al Sol durante los eclipses y amenazan la Tierra. De apariencia de esqueleto con pocos pedazos de carne salientes, de aproximadamente 2 metros de altura. Portaban un gran arco.
- Xicalcóatl: Serpiente con escamas negras al punto de parecer haber sido pulidas, tiene una jícara de hermosos colores en su espalda la cual hipnotiza a cualquiera que la vea.
- Xiuhcóatl: Serpiente de fuego de la mitología nahua; usada por Huitzilopochtli como arma para matar a su hermana Coyolxauhqui y a sus 400 hermanos Centzon Huitznáhuac.
- Xochicalcatl: Ofidio gigantesco que vivía en la ciudad de Xochicalco; solía devorar personas ancianas para saciar su hambre. Y según la tradición, fue muerto por el héroe Tepoztecatl.
- Xochitónal: Un monstruo marino en forma de iguana gigante habitante del primer nivel del Mictlán.
- Yohualtepuztli: "Hacha Nocturna". Yohualtetzahuitl representado como el espíritu del fantasma de un hombre decapitado de gran altura con el pecho abierto; con el corazón expuesto (que de ser arrancado podría traer, o bien la fortuna o la fatalidad). Aparición espectral que hacía sonidos de un hacha cortando un árbol durante las noches.
- Tzinacan un gigantesco murciélago sirviente de Mictlantecuhtli que descendió del Tamoanchan durante el final del cuarto sol. Vive dentro del noveno nivel del Mictlán posado al lado del señor de la muerte.[cita requerida]

## Héroes y reyes legendarios

#### Reyes
- Ce Ácatl Topiltzin Quetzalcóatl: rey sacerdote legendario de la mítica ciudad de Tollan.
- Huemac: Un rey de Tollan y un héroe que venció a Tezcatlipoca y a los Tlaloque en un juego de pelota.

#### Guerreros
- Tepoztecatl: Héroe legendario de Tezpoztlan. Hijo de Quetzalcoatl y de la doncella Chimalma. Según la tradición asesino al gigante Xochicalcatl que se dedicaba a devorar ancianos.
- Copil: Guerrero legendario, hijo de la hechicera Malinalxochitl. Es asesinado por conspirar contra los mexicas, su corazón es arrancado y arrojado hacia un manantial de aguas termales donde emergería un nopal y sería avistada un águila devorando una serpiente.

#### Metamorfeados
- Iztaccíhuatl: Princesa que muere de pena al ser engañada que su amado guerrero Popoca había muerto en batalla; su cuerpo en posición de mujer dormida se transformó en el volcán Iztaccíhuatl (Mujer Blanca) por designio de los dioses. Ambos volcanes custodian la cuenca del Valle de Anáhuac.
- Mololoa: Princesa que lloró tanto la muerte de su amado Tépetl que formó un río. Hija del rey Trigomil[cita requerida]
- Popoca: Guerrero legendario que al regresar victorioso del campo de batalla se encuentra con la inesperada muerte de su princesa amada, tras lo cual sube al pináculo del templo con ella en sus brazos y se entregan a sí mismos como ofrendas a los dioses; los dioses aceptan el sacrificio de su amor no consumado, y para conservarlo eterno, deciden transformarlos en volcanes. Este es el origen mitológico del volcán Popocatépetl.
- Tata y Nene: 2 personas que fueron convertidas en perros por Tezcatlipoca como castigo por desobedecerlo.
- Xappan: Un héroe que mató al Atotolin y se convirtió en rey, pero en su ambición fue convertido en un escorpión rojo gigante.[cita requerida]

#### Figuras Menores
- Coxcox: El primer hombre mortal creado en el segundo sol.
- Xóchitl: La primera mujer mortal creada en el segundo sol.

## Lugares
- Aztlán, el lugar de la blancura: Hogar original de los mexicas antes de su migración y establecimiento en Tenochtitlan.
- Chicomóztoc: lugar de origen de los pueblos tepanecas, xochimilcas, chalcas, acolhuas, tlahuicas, tlaxcaltecas y mexicas.
- Mictlán: el inframundo.
- Tlalocan: el primer paraíso, regido por Tláloc, donde las almas de los muertos aguardaban la reencarnación.
- Tlillan-Tlapallan: el reino medio de los cielos, o paraíso medio, reservado a quienes entendieran la sabiduría de Quetzalcóatl.
- Tonatiuhichan: el paraíso más alto.
- Tomoanchan: Paraíso mítico sobre el que rige Itzpapálotl, de donde vienen todas las cosas. Según el mito de la creación azteca, fue allí donde los dioses crearon la actual raza humana.